# الیوت گولد
الیوت گولد (به انگلیسی: Elliott Gould) (زادهٔ ۲۹ اوت ۱۹۳۸) بازیگر آمریکایی است.
از برخی فیلم‌های مطرح او می‌توان به سیزده یار اوشن (۲۰۰۷)، مش (۱۹۷۰)، باب و کارول و تد و آلیس (۱۹۶۹) و خداحافظی طولانی (۱۹۷۳) اشاره کرد.
او همچنین در سریال دوستان در نقش پدر راس و مونیکا گلر حضور داشت.

## فیلم‌شناسی
- باب و کارول و تد و آلیس (۱۹۶۹)
- مش (۱۹۷۰)
- فرودگاه (۱۹۷۰)
- درک روشن (۱۹۷۰)
- تماس (۱۹۷۱)
- قتل‌های کوچک (۱۹۷۱)
- خداحافظی طولانی (۱۹۷۳)
- جاسوس‌ها (۱۹۷۴)
- دوستان (۲۰۰۳–۱۹۹۴؛ ۲۰ اپیزود)
- نشویل (۱۹۷۵)
- پلی در دوردست (۱۹۷۶)
- من می‌خواهم (۱۹۷۶)
- متیلدا (۱۹۷۸)
- ساتردی نایت لایو (۱۹۸۰)
- دوباره عاشق شدن (۱۹۸۰)
- خواهران لیمو (۱۹۹۰)
- باگزی (۱۹۹۱)
- بازیکن (۱۹۹۲)
- ضربه بزرگ (۱۹۹۸)
- تاریخ مجهول آمریکا (۱۹۹۸)
- برداشتن قطعات (۲۰۰۰)
- یازده یار اوشن (۲۰۰۱)
- دوازده یار اوشن (۲۰۰۴)
- هرکول پوآرو (۲۰۰۵؛ ۱ اپیزود)
- پنجره باز (۲۰۰۶)
- سیزده یار اوشن (۲۰۰۷)
- معامله (۲۰۰۸)
- تاریخ عشق (۲۰۱۶)
- شما مردم (۲۰۲۳)